# 남위 48도
남위 48도는 적도로부터 남쪽으로 48도 떨어진 위선이다. 대서양, 인도양, 태평양, 남아메리카를 지난다. 이 위도에서의 일조시간은 하지일 때 16시간 3분, 동지일 때 8시간 22분이다.

## 지나가는 지역
남위 48도선은 본초 자오선에서 동쪽 방향으로 다음 지역을 지나간다.
| 좌표                                                   | 국가·지역·해역 | 비고         |
| ------------------------------------------------------ | -------------- | ------------ |
| 남위 48° 0′ 동경 0° 0′  / 남위 48.000° 동경 0.000°     | 대서양         |              |
| 남위 48° 0′ 동경 20° 0′  / 남위 48.000° 동경 20.000°   | 인도양         |              |
| 남위 48° 0′ 동경 147° 0′  / 남위 48.000° 동경 147.000° | 태평양         |              |
| 남위 48° 0′ 서경 75° 18′  / 남위 48.000° 서경 75.300°  | 칠레           | 아이센주     |
| 남위 48° 0′ 서경 72° 25′  / 남위 48.000° 서경 72.417°  | 아르헨티나     | 산타크루스주 |
| 남위 48° 0′ 서경 65° 55′  / 남위 48.000° 서경 65.917°  | 대서양         |              |

## 같이 보기
- 남위 47도
- 남위 49도